# 雅加达轻轨
雅加達輕軌（英語：Jakarta Light Rail Transit）是印度尼西亞首都雅加達一座輕軌捷運系統，首條线路連接北雅加達椰風新城和東雅加達單車館，設有6座車站，全長5.8公里，總投資額為6.8兆盾（4.8億美元），於2016年動工，但未能如期於2018年亞洲運動會開幕前通車，最終在2019年7月15日開放試乘，至同年12月1日投入商業運作。輕軌由雅加達首都特區政府擔任投資方，由雅加達印多地產經營，採用韓國現代Rotem製造的電動列車。

## 歷史
在雅加達一帶建設輕軌鐵路的目的是舒緩當地的交通擠塞問題。雅加達首都特區政府在2014年提出興建輕軌鐵路的計劃，認為輕軌鐵路兼具載客量較多、徵用土地較少（輕軌鐵路可以沿現有道路興建）這兩個優點，而且可以舒緩大雅加達地區的交通擠塞問題。2015年，印尼總統佐科·維多多頒佈總統令，准許雅加達首都特區政府興建輕軌線路。
雅加達輕軌第一期連接椰風新城（Kelapa Gading）和單車館站，全長5.8公里，設站6座，已於2016年6月22日動工。施工期間，這個項目飽受財政問題的困擾，最終未能趕及在8月前完成試運行，於2018年亞洲運動會開幕前通車。之後通車日期先後延遲到2018年12月、2019年2月、2019年3月底／4月初，以及2019年6月。
自2018年以來，此路線已進行3次公眾試乘活動，最後一次試乘活動在2019年6月11日展開。自2019年6月22日起，乘客可在未經登記的情況下，乘坐輕軌列車，但不視為正式運營。此路線自同年12月1日起正式收費，投入商業運作。

## 运营

### 營運時間
雅加達輕軌第一期的運作時間為上午5時30分至下午11時。繁忙時段的行車間隔為5分鐘，非繁忙時段為15分鐘。

### 車輛
椰風新城－單車館線使用的電動列車由韓國現代Rotem製造，採購合約造價3300萬美元。一列列車重35噸，採用兩節或三節編組，最多可載客278人。一節車廂長11.5米，闊2.6米，高3.6米。首批列車已於2018年4月運抵雅加達。列車外型與金浦金線運營1000系電聯車相仿，但設有駕駛艙，並非無人駕駛列車，冷氣功率也更強。

### 車站
雅加達輕軌單車館站已開放予傳媒參觀，底層為車站大堂和月台，頂層為兩邊月台的連接通道和商業區，營運方希望中小企業在商業區開設店舖。單車館站設有行人天橋連接附近的專線巴士站。全線月台設有月台閘門，由LG CNS製造。

### 技術規格
椰風新城－單車館線採用標準軌距（1435毫米）的軌道，以及韓國大亞TI提供的固定閉塞式列車自動控制系統（ATO）。負責執行項目的國營企業——雅加達印多地產（PT Jakarta Propertindo, Jakpro）之所以採購固定閉塞式信號系統（而不是移動閉塞式信號系統），是因為他們打算盡快完成這項工程。這條輕軌鐵路採用第三軌供電，以750伏特直流電驅動列車運行。

## 路線
| 线路名 | 起点站／终点站 | 起点站／终点站 | 车站数 | 长度 （公里） | 备注 | 参考资料 |
| ------ | -------------- | -------------- | ------ | ------------- | ---- | -------- |
|        | 北徑山二路     | 單車館         | 6      | 5.8           |      | [ 4 ]    |

2018年，佐科頒佈第55號總統令，提議興建25條輕軌鐵路。除了大雅加達輕軌路線和涉及外省的路線，其餘10條均位於雅加達市內，連接舊峇油蘭、椰風新城、丹拿望、安卒等地。
擬建路線包括第二A期和第二B期。第二A期起自椰風新城，途經順德，止於雅加達國際體育場，全長8公里，設站6座。截至2021年5月，本項目已完成前期可行性研究和設計工作，但仍須進行最終可行性研究和敲定基本設計方案，且未獲得交通部推薦，因此尚未動工。第二B期原擬連接單車館站和芒加萊站，後改道克冷德尔（Klender），原因是舊路線與其他交通工具重疊，而且需要建設高度超過20米的高架橋，危險更大，而新路線既可以接駁通勤鐵路，也能促進東雅加達的經濟活動。路線全長4公里，設站3座。雅加達首都特區政府已向交通部提議開展本項目，截至2021年5月，本項目正進行勘查、設計和可行性研究。將來可能興建的路線還包括克冷德尔－哈利姆延線和雅加達國際體育場－瑪腰蘭拉查瓦利（Rajawali）延線。
推動這個項目的主要障礙包括徵地問題和融資問題。雅加達印多地產在2017年4月面臨資金短缺的問題，於是向上級——雅加達省政府請求2.1兆盾的撥款（佔項目總成本的33%），協助他們完成項目。

## 票務
按照雅加達省議會在2019年3月25日通過的方案，雅加達輕軌實行單一票價制，單程票價為5,000盾，比維持輕軌運作的合理價格便宜得多。預計雅加達首都特區政府需要耗資超過3000億盾，為輕軌乘客提供車費補貼。乘客可以在票務處購買單程票，或者使用雅加達交通公司發行的雅加達聯通卡（Jak Lingko）和印尼5家銀行發行的智能卡乘坐輕軌。

## 外部連結
- 雅加達輕軌公司官方網站 （页面存档备份，存于）
- 雅加達輕軌公司的Facebook專頁
- 雅加達輕軌公司的Instagram帳戶